# نوروشيجي كاناي
نوروشيجي كاناي، باليابانية (金井宣茂 Kanai Noroshige) هو طبيب ورائد فضاء تابع لجاكسا وملازم في قوات الدفاع الذاتي اليابانية (شعبة الخدمة الطبية).
خدم كاناي كعضو في طاقم مهمة اكسبديشن 54 \ 55 على متن محطة الفضاء الدولية وعاد إلى الأرض يوم في الثالث من يونيو عام 2018

## الحياة الشخصية
يستمتع كاناي بالأيكيدو والعديد من فنون القتال اليابانية الأخرى بجانب كونه يهوى الغطس والسفر.
تخرج كاناي من مدرسة توهو الثانوية بمحافظة تشيبا باليابان عام 1995 وحصل على الدوكتوراة في الطب من كلية الدفاع الوطني للطب عام 2002 .
هو عضو في الجمعية اليابانية للجراحة والجمعية اليابانية للمعالجة بالأكسجين عالي الضغط والطب تحت البحر

## المسيرة المهنية
كان كاناي ضابط صف في كلية الدفاع الوطني للطب عام 2002 , ومنذ 2002 إلى 2004 أي في عامين عمل كاناي في قسم الجراحة التابع مستشفى كلية الدفاع الوطني.
وفي 2004 تم تعيينه في مستشفى اوميناتو التابعة لقوات الدفاع الذاتي اليابانية في محافظة اموري في اليابان، وقد اكمل دورة الطب تحت البحر وتأهل كمسؤل طبي للغوص في نفس العام، وبعد عامين اكمل دورة الغوص الطبي التابعة للقوات البحرية الأمريكية كطالب دولي في مركز التدريب على الغوص والإنقاذ البحري في ولاية فلوريدا وتم تأهيله كغواص بحري.
وبين عامي 2006 و 2008 عمل كاناي في قسم الجراحة في مستشفى كلية الدفاع الوطني للطب، وفي عام 2008 تم نقله إلى مستشفى قوات الدفاع الذاتي اليابانية في توري بمحافظة هيروشيما.
وقد عمل في قوة الدفاع الذاتي البحرية اليابانية من يونيو حتى سبتمبر عام 2009 .

## مسيرته في جاكسا
بعد ان تم اختيار كاناي كمتدرب تابع لجاكسا بجانب كيميا يوي وتاكويا اونيشي في سبتمبر عام 2009 , انتقل كاناي إلى مركز مركز لندون بي جونسون للفضاء في هيوستن بولاية تكساس بعد شهر ليتدرب في ناسا.
وكواحد من الأعضاء البالغ عددهم أربعة عشر في الفئة العشرين لرواد الفضاء في ناسا، شارك في تدريب رواد الفضاء اللذي تضمن جلسات للإحاطة العلمية والتقنية بجانب دراسة مكثفة لأنظمة محطة الفضاء الدولية وقد تم اعتماده كرائد فضاء لمحطة الفضاء الدولية في يوليو من عام 2011 .
وفي عام 2015 شارك كرائد بحار في طاقم NEEMO 20 .

### اكسبديشن 54 \55
في أغسطس من عام 2015 اعلنت جاكسا عن اختيار كاناي كعضو في طاقم بعثة اكسبديشن 54\55 في محطة الفضاء الدولية واللتي كان من المقرر اطلاقها في شهر ديسمبر من عام 2017 , وقد تم اطلاق هذه البعثة على مركبة سويوز في يوم 17 ديسمبر من عام 2017 بنجاح في الساعة السابعة والثلث بحسب التوقيت الدولي.
وفي شهر يناير من عام 2018 أصبح كاناي مشهورا بعد ان غرد بالخطأ على حسابه الشخصي في تويتر بأن طوله قد زاد تسعة سنتمترات بسبب انعدام الجاذبية، وبسبب انعدام الجاذبية ينمو العمود الفقري؛ مما يجعل رواد الفضاء أطول بمقدار 2 سم أو 5 سم، وأحيانا قد ينمو رائد الفضاء بمقدار 9 سم، وقد ينتج عن هذا النمو بعض المشاكل لأن مركبات سويوز لديها حد اقصى لارتفاع المقاعد.
وقد قام كاناي بالتغريد مجددا عبر حسابه الشخصي انه على ما يبدو انه نمى بمقدار 2 سم فقط وأن هذا كان مجرد خطأ في القياس.